# Зевениг-Нойербург
Зе́вениг-Но́йербург (нем. Sevenig bei Neuerburg) — община в Германии, в земле Рейнланд-Пфальц. Входит в состав района Айфель-Битбург-Прюм. Подчиняется управлению Нойербург. Занимает площадь 5,93 км².

## История
Первое письменное упоминание о месте Зефениг-Нойербург относится к 1310 году.

## Население
Население составляет 58 человек (на 31 декабря 2010 года).
| Год  | Численность | Численность |
| ---- | ----------- | ----------- |
| 1975 | 32          | [ 4 ]       |
| 2017 | 48          | [ 1 ]       |
| 2019 | 47          | [ 5 ]       |
| 2021 | 44          | [ 6 ]       |
| 2022 | 44          | [ 7 ]       |
| 2023 | 41          | [ 2 ]       |